# Nikolaus IV. (Ratibor-Freudenthal)
Nikolaus IV. von Freudenthal (auch: Nikolaus IV. von Ratibor und Freudenthal, auch Nikolaus I. von Troppau-Ratibor; tschechisch: Mikuláš IV. z Bruntálu; * um 1370; † um 1406) war gemeinsam mit seinem Bruder Johann II. „dem Eisernen“, Herzog von Ratibor und Freudenthal. Er entstammte der Stammlinie Troppau-Ratibor der Troppauer Přemysliden.

## Leben
Seine Eltern waren Johann I. von Troppau-Ratibor und Anna, eine Tochter des Herzogs Heinrich V. von Glogau-Sagan († 1369). Sein Vater hatte 1365 als Alleinerbe das Herzogtum Ratibor geerbt und wurde dadurch zum Stammvater der Troppau-Ratiborer Linie der Troppauer Přemysliden.
Beim Tod des Vaters 1380/82 war Nikolaus IV. noch nicht volljährig. Sein älterer Bruder Johann II. „der Eiserne“ erbte Ratibor und Jägerndorf sowie Freudenthal, aus dem um 1385 für Nikolaus IV. ein Teil ausgegliedert wurde. 
Nikolaus starb um 1406 unverheiratet und ohne Nachkommen. Sein Anteil von Freudenthal fiel seinem Bruder Johann II. zu, dem dadurch nunmehr auch das ganze Herzogtum Freudenthal gehörte.